# Zweipunktkalibrierung
Eine Zweipunktkalibrierung oder auch Zweipunktmessung ist eine Kalibrierung bzw. Parameterbestimmung, bei der die Abhängigkeit einer physikalischen Größe {\displaystyle x} von einer anderen Größe {\displaystyle y} durch Messung von {\displaystyle y} bei zwei verschiedenen Werten von {\displaystyle x} bestimmt wird.
Es handelt sich bei linearen Zusammenhängen mathematisch um die Bestimmung des Funktionsterms aus zwei Punkten.
Ein Beispiel ist die Bestimmung der Abhängigkeit des elektrischen Widerstandes eines Materials von der Temperatur, um zum Beispiel ein Widerstandsthermometer zur Temperaturmessung daraus fertigen zu können.
Voraussetzung ist, dass der funktionale Zusammenhang zwischen Temperatur und Widerstand hinsichtlich seiner Art (hier z. B. eine lineare Funktion) bekannt ist und, dass lediglich maximal zwei unbekannte Parameter dieser Funktion zu ermitteln sind (im Beispiel die Steigung und ggf. eine Nullpunkt-Verschiebung).

## Anwendungen

### Temperaturabhängiger Widerstand
Der temperaturabhängige Widerstand eines idealisierten metallischen Leiters sei näherungsweise durch folgenden Zusammenhang gegeben:
{\displaystyle R(T)=R_{0}+R_{c}\cdot T}
Dabei ist {\displaystyle R_{c}} der Widerstandskoeffizient und {\displaystyle R_{0}} der Widerstand am absoluten Nullpunkt der Temperatur. Durch Messung von {\displaystyle R(T)} bei zwei Temperaturen {\displaystyle T_{1}} und {\displaystyle T_{2}} erhält man zwei Gleichungen mit den beiden Unbekannten {\displaystyle R_{0}} und {\displaystyle R_{c}}. Durch Lösen der Gleichungen erhält man die gesuchten Werte.

### Kalibrieren von Flüssigkeitsthermometern
Zur Kalibrierung von Flüssigkeitsthermometern verwendete man klassisch die zwei Temperatur-Fixpunkte Eiswasser (0 °C, 32 °F) und kochendes Wasser (100 °C, 212 °F), um zwei Messpunkte der Flüssigkeitssäule zu erhalten. Der Abstand der Punkte entspricht der Steigung der als linear approximierbaren Funktion, die Lage entspricht der Nullpunktverschiebung. Die Skale zwischen diesen Punkten wird je nach Temperatureinheit geteilt. Für die Einheit Grad Celsius (°C) bzw. Kelvin sind das 100 Teile und für die Réaumur-Skala (°Ré) 80 Teile.

### Zweipunkt-Belichtungsmessung
Die Zweipunktmessung ist eine Belichtungsmessung (zumeist Objektmessung), bei der die Belichtungszeit durch die Messung des hellsten und des dunkelsten Bildteiles (Spotmessung) erfolgt.
Sofern der Helligkeitsunterschied (Kontrast) zwischen den beiden Messungen kleiner als der vom Film (digitalen Sensor) verarbeitbare ist, wird als Belichtungswert für die Aufnahme zumeist die Mitte zwischen dem hellsten und dem dunkelsten Wert gewählt. Das Bild könnte auch gezielt über- oder unterbelichtet werden, ohne Information zu verlieren. Übersteigt der Kontrast die mögliche Dynamik des Aufnahmematerials, muss man sich entscheiden, welcher Bereich (z. B. Lichter, Mitteltöne oder Schatten) richtig abgebildet werden soll.
Bei der Berechnung der mittleren Blende bzw. Verschlusszeit ist zu beachten, dass sich diese Skalen nicht durch z. B. einfache Mittelwertbildung verrechnen lassen. Die Steigerung um eine Blendenstufe (z. B. von 8 auf 11) entspricht einer Halbierung der Verschlusszeit. Statt einer Berechnung des Mittelwertes ist es daher einfacher, die Anzahl der "Blendenstufen" oder "Belichtungsstufen" zwischen dunkelsten und hellsten Wert mitzuzählen und dann die halbe Anzahl der Stufen zurückzugehen.
Das Verfahren ähnelt in der Herangehensweise dem Zonensystem.